# The Flying Squad (1940)
The Flying Squad é um filme policial britânico de 1940, dirigido por Herbert Brenon e estrelado por Sebastian Lewis Shaw, Phyllis Brooks e Jack Hawkins. Foi baseado em um romance de Edgar Wallace, no qual os oficiais da Flying Squad tentam combater uma organização do tráfico de drogas. O romance também foi a base para outros dois filmes: de 1929 e de 1932.

## Elenco

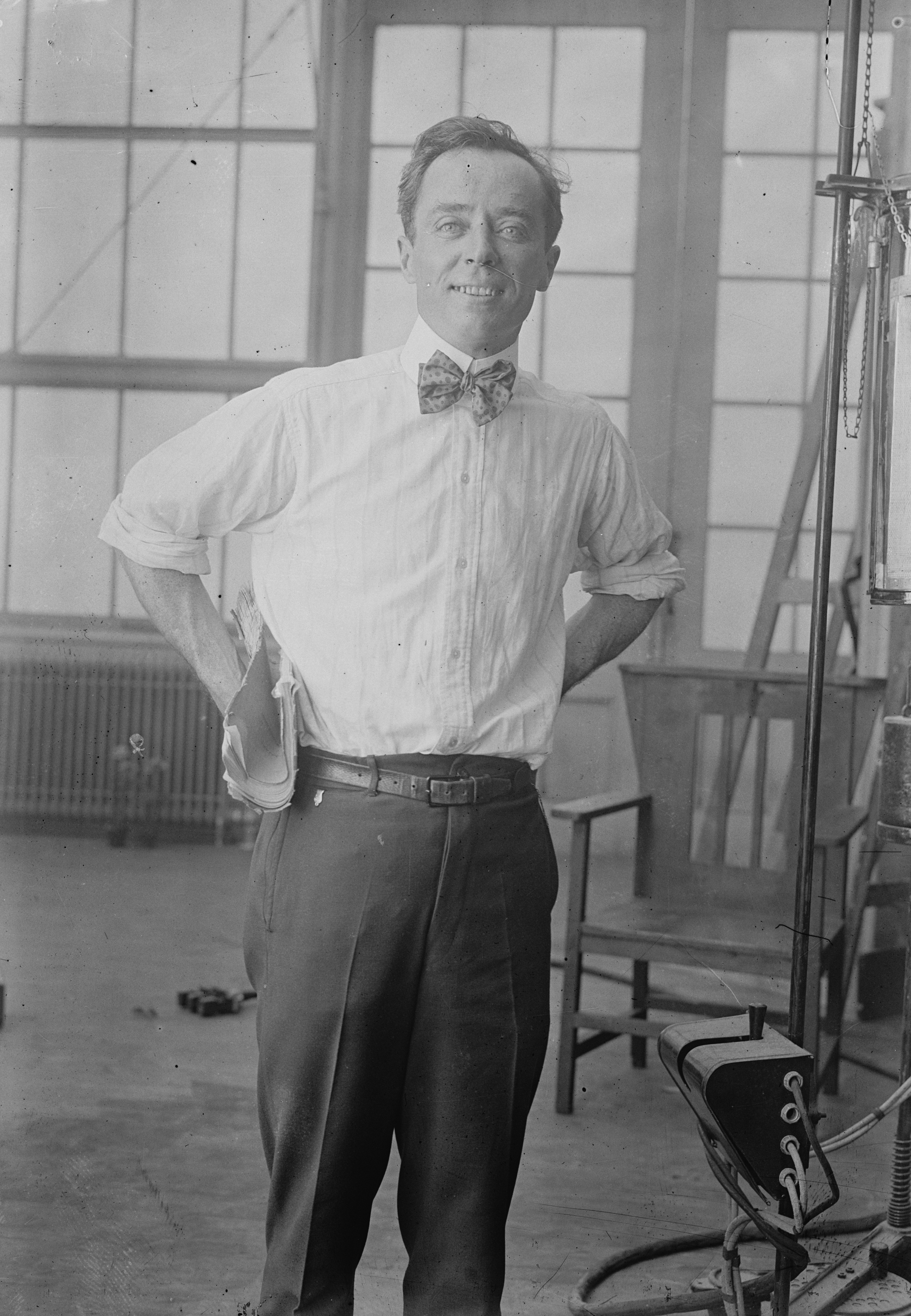
Herbert Brenon, diretor

- Sebastian Shaw ... Inspetor Bradley
- Phyllis Brooks ... Ann Perryman
- Jack Hawkins ... Mark McGill
- Basil Radford ... Sederman
- Ludwig Stössel ... Li Yoseph
- Manning Whiley ... Ronnie Perryman
- Kathleen Harrison ... Sra. Schifan
- Cyril Smith ... Tiser
- Henry Oscar ... Sir Edward - Comissário de polícia
- Kynaston Reeves ... Magistrado
- Allan Jeayes ... Johnson